# Bruce Seton
Bruce Lovat Seton of Abercorn, 11º Baronet (29 de mayo de 1909 – 28 de septiembre de 1969), más conocido como Bruce Seton, fue un actor y militar de nacionalidad británica.

## Biografía
Nacido en Shimla, en aquel momento parte de la India Británica, era el menor de los dos hijos del Teniente Coronel Sir Bruce Seton of Abercorn, 9.º Baronet, y su esposa, Elma. Educado en la Edinburgh Academy y en la Real Academia de Sandhurst, fue destinado al Batallón de Infantería Black Watch en 1929, aunque cesó en el mismo en 1932.
La carrera de actor de Seton se  inició en 1935 cuando trabajó en el film de Ralph Ince Blue Smoke. En el plató conoció a la actriz Tamara Desni, con la que se casó en 1936, y de la que se divorció en 1940.
Durante la Segunda Guerra Mundial su carrera artística sufrió una interrupción. En noviembre de 1939 fue destinado como teniente al Regimiento de Infantería Cameronians, finalizando la guerra como mayor.
Seton encarnó al Inspector Fabian de Scotland Yard en la serie televisiva de los años 1950 Fabian of the Yard, basada en la carrera del Inspector Detective de Scotland Yard Robert Fabian, que habitualmente aparecía brevemente hacia el final de las historias. Uno de los últimos trabajos de Seton fue dar voz a Beadle en The Wonderful World of Disney desde 1962 a 1963.
Bruce Seton falleció en Londres, Inglaterra, en 1969. A la muerte de su hermano en 1963, sin herederos masculinos, Seton heredó el título de baronet. Seton se casó en segundas nupcias con la actriz Antoinette Cellier, con la que no tuvo hijos varones, por lo que al fallecer el título pasó a su primo Christopher.

## Selección de su filmografía
| - Flame in the Heather (1935) - Blue Smoke (1935) - Sweeney Todd: The Demon Barber of Fleet Street (1936) - The End of the Road (1936) - Annie Laurie (1936) - Love from a Stranger (1937) - Father Steps Out (1937) - Cafe Colette (1937) - Lucky to Me (1939) - Return to Yesterday (1940) - The Middle Watch (1940) - Scott of the Antarctic (1948) - Whisky Galore! (1949) - The Blue Lamp (1950) - Paul Temple's Triumph (1950) - Seven Days to Noon (1950) - Portrait of Clare (1950) - Worm's Eye View (1951) | - White Corridors (1951) - Emergency Call (1952) - The Cruel Sea (1953) - Eight O'Clock Walk (1954) - There's Always a Thursday (1957) - Morning Call (1957) - Strictly Confidential (1959) - Make Mine a Million (1959) - The 39 Steps (1959) - Operation Cupid (1960) - Trouble with Eve (1960) - Objetivo: Banco de Inglaterra (1960) - Just Joe (1960) - Gorgo (1961) - Greyfriars Bobby: The True Story of a Dog (1961) - Ambush in Leopard Street (1962) - The Pot Carriers (1962) - Fabian of the Yard. Show de la BBC (años 1950). |